# Oberdorf SO
| SO ist das Kürzel für den Kanton Solothurn in der Schweiz. Es wird verwendet, um Verwechslungen mit anderen Einträgen des Namens Oberdorf zu vermeiden. |

Oberdorf ist eine Einwohnergemeinde im Schweizer Kanton Solothurn, Bezirk Lebern.

## Geographie
Oberdorf liegt auf 559 m ü. M., 3,5 km nordwestlich des Kantonshauptortes Solothurn (Luftlinie). Das ursprüngliche Strassenzeilendorf erstreckt sich an aussichtsreicher Lage beidseits des Wildbachs, am Jurasüdfuss, am Fuss des Weissensteins.
Die Fläche des 11,9 km² grossen Gemeindegebiets umfasst einen Abschnitt des Jurasüdhangs. Der untere Gemeindeteil liegt auf einer leicht nach Süden zum Aaretal hin geneigten Geländeterrasse, die im Süden von der Waldkuppe des Heimlisbergs, im Westen vom Tälchen des Bellacher Dorfbachs begrenzt wird. Auch der westlich dieses Taleinschnitts gelegene Busletenwald gehört noch zu Oberdorf. Etwa auf der Höhe des Dorfkerns verläuft parallel zur Weissensteinkette eine Wiesenkuppe, welche eine Seitenmoräne des eiszeitlichen Rhonegletschers darstellt. Durch die Erosionskraft des Wildbachs wurde sie in zwei Teile getrennt.
Der grössere nördliche Gemeindeteil umfasst die stark reliefierte und mit zahlreichen Felsbändern durchzogene Weissensteinkette. Der Südhang des Weissensteins ist untergliedert durch die Quellgebiete des Wildbachs, der in der Chlus entspringt, einem Ausräumungskessel am Südhang des Weissensteins, und des Chesselbachs (bildet gleichzeitig die östliche Grenze von Oberdorf). Beide Bäche fliessen durch tief in die harten Malmkalkschichten von Geissflue und Vorberg eingegrabene Schluchten nach Süden der Aare zu. Auch der Weissenstein mit dem Kurhaus (1284 m ü. M.) liegt auf dem Boden von Oberdorf. Die nördliche Grenze verläuft auf der Waldkrete mit dem Hächler (1283 m ü. M.) und dem Dilitschkopf, auf dem mit 1333 m ü. M. der höchste Punkt von Oberdorf erreicht wird.
Auch der Ausräumungskessel des Rüschgrabens nördlich des Kammes der vordersten Jurakette zwischen Dilitschkopf und Hasenmatt gehört zu Oberdorf. Durch die Erosion hat sich hier eine so genannte Halbklus gebildet, in welcher die harten und weicheren Gesteinsschichten der Weissenstein-Antiklinalen gut aufgeschlossen sind. Der Rüschgrabenbach fliesst nach Gänsbrunnen und entwässert über die Raus zur Birs. Von der Gemeindefläche entfielen 1997 6 % auf Siedlungen, 68 % auf Wald und Gehölze und 25 % auf Landwirtschaft.
Zu Oberdorf gehören einige Einzelhöfe sowie das Kurhaus Weissenstein (1284 m ü. M.) und das Bergrestaurant Hinter Weissenstein (1226 m ü. M.) unterhalb des Eingangs zur Höhle Nidlenloch. Nachbargemeinden von Oberdorf sind Rüttenen, Langendorf, Bellach, Lommiswil, Selzach und Welschenrohr-Gänsbrunnen. Durch rege Wohnbautätigkeit ist das Siedlungsgebiet von Oberdorf heute schon fast lückenlos mit demjenigen von Langendorf zusammengewachsen.

## Bevölkerung
Mit 1859 Einwohnern (Stand 31. Dezember 2023) gehört Oberdorf zu den mittelgrossen Gemeinden des Kantons Solothurn. Von den Bewohnern sind 94,7 % deutschsprachig, 1,2 % französischsprachig und 0,8 % sprechen Italienisch und 0,4 % kroatisch (Stand 2000). Die Bevölkerungszahl von Oberdorf belief sich 1850 auf 585 Einwohner, 1900 auf 750 Einwohner. Im Verlauf des 20. Jahrhunderts stieg die Bevölkerungszahl bis 1920 auf 1037 Personen an, um danach über längere Zeit relativ konstant zu bleiben. Seit 1980 (1169 Einwohner) wurde wieder eine deutliche Bevölkerungszunahme verzeichnet.

## Wirtschaft

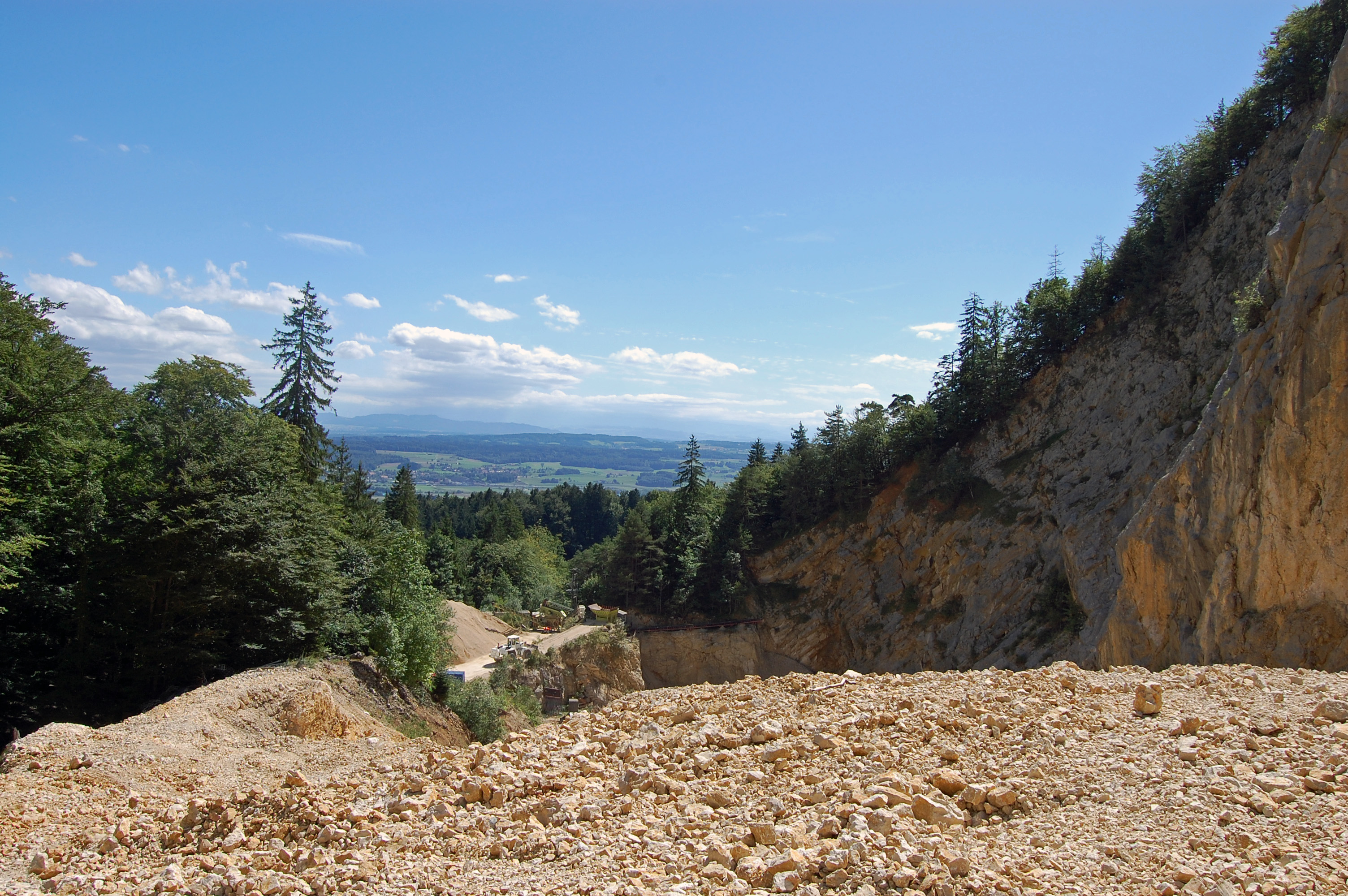
Steinbruch in Oberdorf

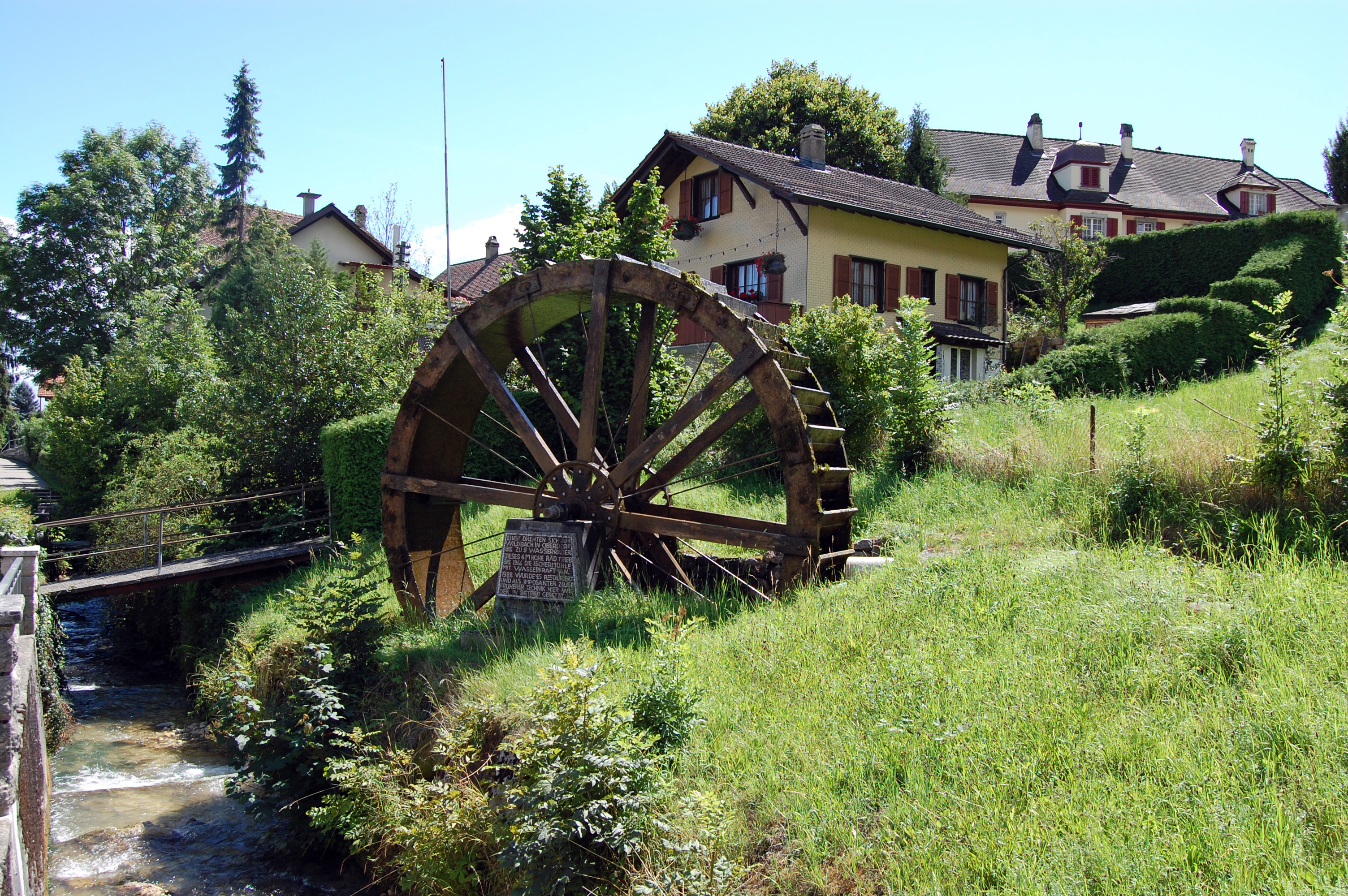
1988 restauriertes Wasserrad

Oberdorf war bis in das 20. Jahrhundert hinein ein vorwiegend durch die Landwirtschaft geprägtes Dorf. Die Wasserkraft des Wildbachs wurde früher für den Betrieb mehrerer Mühlen genutzt. In mehreren Steinbrüchen oberhalb des Dorfes wird, beziehungsweise wurde Kalkstein abgebaut.
Noch heute haben der Ackerbau, die Viehzucht und die Forstwirtschaft einen gewissen Stellenwert in der Erwerbsstruktur der Bevölkerung. Zahlreiche weitere Arbeitsplätze sind im lokalen Kleingewerbe und im Dienstleistungssektor vorhanden. In der Gemeinde sind heute Betriebe der Holzverarbeitung (Sägereien, Schreinereien), des Bau- und Transportgewerbes, des Gartenbaus, der Informatik und feinmechanische Werkstätten vertreten. In den letzten Jahrzehnten hat sich das Dorf dank seiner attraktiven Lage zu einer Wohngemeinde entwickelt. Viele Erwerbstätige sind deshalb Wegpendler, die hauptsächlich in der Region Solothurn arbeiten.

## Freizeit

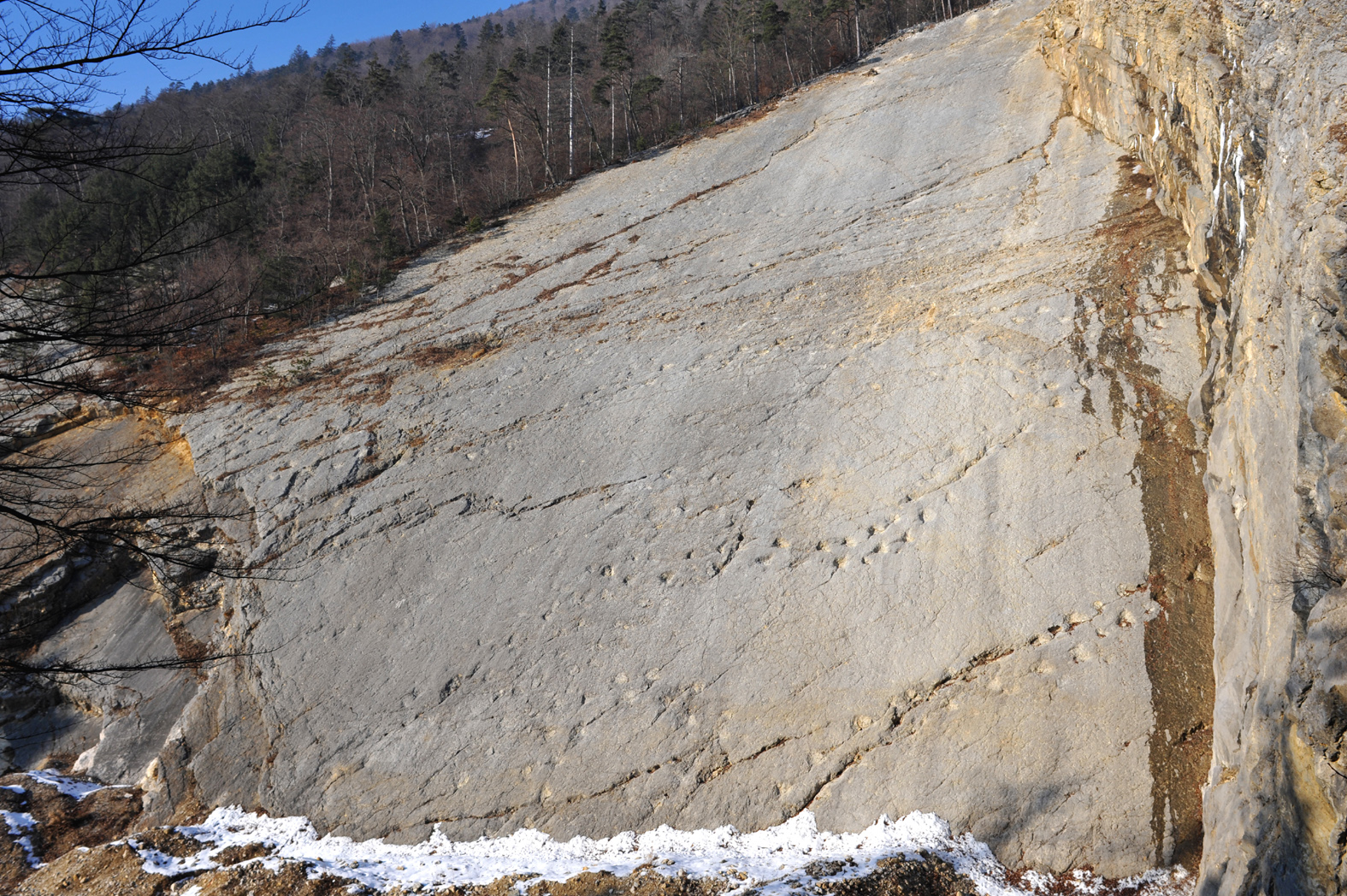
Brachiosaurus-Spuren

Der Weissenstein mit seinem Kurhaus und Restaurant ist ein beliebtes Ausflugsziel der Region. An klaren Tagen bietet sich von hier ein weites Panorama auf das Schweizer Mittelland und auf die Alpen vom Mont Blanc bis zum Säntis.
Im Grenzgebiet zwischen Oberdorf und Lommiswil liegt am Jurasüdhang der Steinbruch mit der Dinosaurierplatte von Lommiswil. Die Fährten wurden vor rund 145 Millionen Jahren von Brachiosauriern im Sand entlang eines tropischen Flachmeers hinterlassen, das damals weite Teile Mitteleuropas bedeckte. Den Steinbruch erreicht man ab BLS-Haltestelle Im Holz oder Oberdorf zu Fuss in etwa 20 Minuten.

## Verkehr
Die Gemeinde liegt abseits der grösseren Durchgangsstrassen, ist aber von Solothurn leicht erreichbar. Der nächste Anschluss an die Autobahn A5 (Solothurn-Biel) befindet sich rund 5 km vom Ortskern entfernt. Am 1. August 1908 wurde die Bahnstrecke Solothurn–Moutier der Solothurn-Münster-Bahn von Solothurn nach Moutier mit einem Bahnhof in Oberdorf in Betrieb genommen. Diese Bahnstation befindet sich unmittelbar vor dem Südportal des 3,8 km langen Weissensteintunnels. Von hier aus kann das Kurhaus Weissenstein bequem mit der Kabinenbahn Oberdorf–Weissenstein erreicht werden; Von 2009 bis 2014 wurde aufgrund Streitigkeiten beim Neubau der Seilbahn Weissenstein ein nur im Sommerhalbjahr verkehrender Busersatz mit Postautos durchgeführt. Seit Dezember 2014 erschliesst nun eine Gondelbahn den Weissenstein, deren Talstation neben dem Bahnhof Oberdorf liegt. Für die Feinverteilung im öffentlichen Verkehr sorgt die Buslinie der BSU, welche die Strecke von Oberdorf via Solothurn nach Recherswil bedient.

## Geschichte
Die erste bekannte urkundliche Erwähnung des Ortes erfolgte 1305 unter dem Namen Oberdorf; von 1327 ist die Bezeichnung Oberndorf überliefert. Die Bedeutung «oberes Dorf» bezieht sich auf das ebenfalls am Wildbach, aber weiter unten gelegene Langendorf.
Oberdorf unterstand im Mittelalter dem Sankt-Ursen-Stift in Solothurn und gelangte 1344 an die Stadt Solothurn, welche fortan sowohl die niedere als auch die hohe Gerichtsbarkeit ausübte. Ab 1487 war das Dorf der Vogtei Flumenthal unterstellt und bildete einen Gerichtskreis. Nach dem Zusammenbruch des Ancien Régime (1798) gehörte Oberdorf während der Helvetik zum Verwaltungsbezirk Solothurn und ab 1803 zum Bezirk Lebern.

## Sehenswürdigkeiten

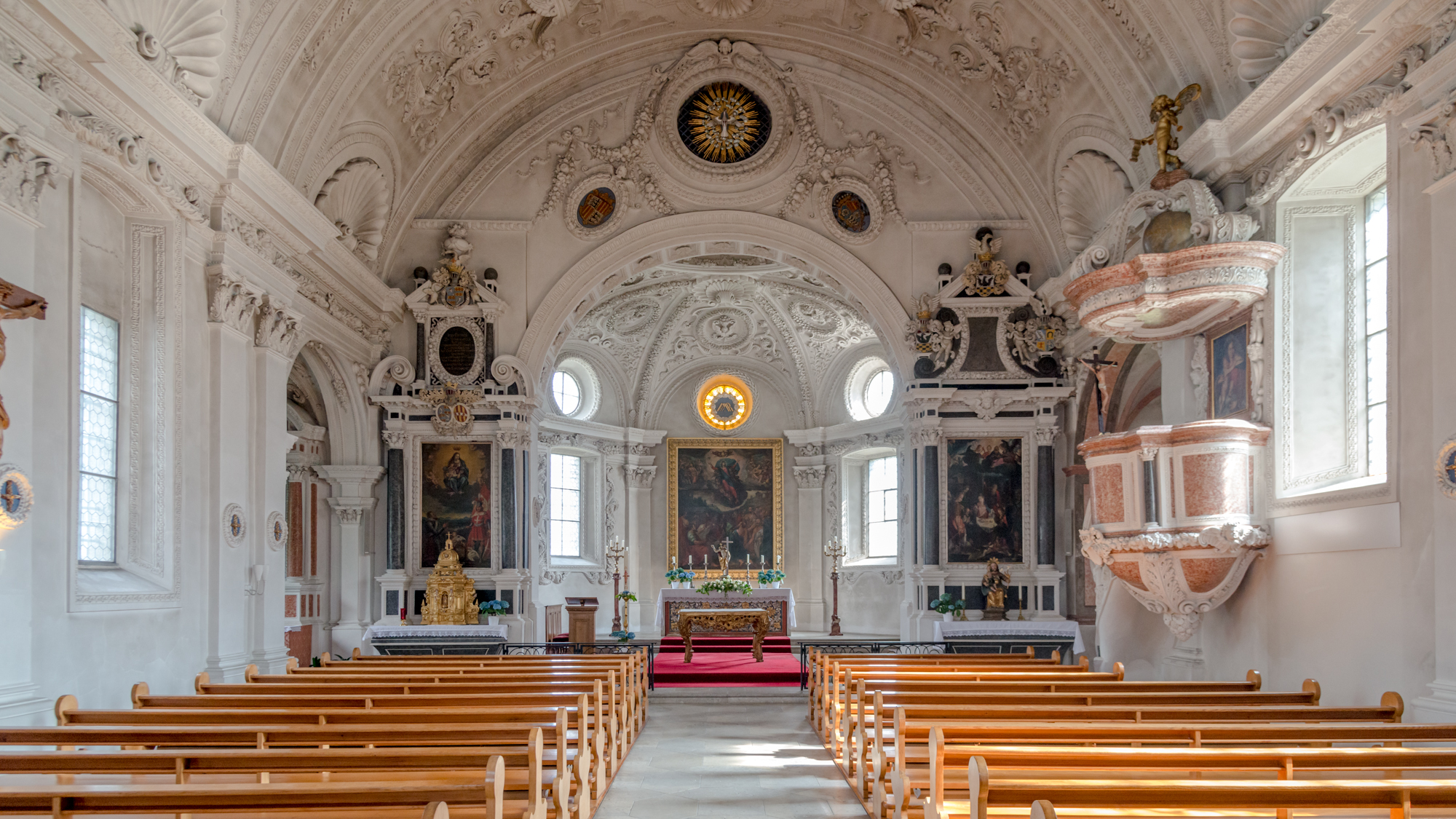
Im Innern der Marien-Wallfahrtskirche

Die Marien-Wallfahrtskirche von Oberdorf mit geostetem Chor wurde um 1420 an der Stelle einer älteren Kapelle erbaut. Sie erfuhr 1604 eine wesentliche Umgestaltung, als das neue Kirchenschiff mit dem Chor im Süden errichtet wurde, während die alte Anlage in die Saalkirche integriert wurde. Die Kirche besitzt eine reichhaltige Innenausstattung mit Prachtskanzel, Wessobrunner Stuck (von 1678) sowie barocken Altären und Malereien.
Neben der Kirche steht die spätgotische Friedhofskapelle Sankt Michael von 1613.

## Persönlichkeiten
- Anastasius Adam (1795–1848), minoritischer Geistlicher
- Erhard von Büren (* 1940), Schriftsteller
- Ernst Burren (* 1944), Mundartschriftsteller
- Damian Meier (* 1973), Sänger
- Thomas Wallner (1938–2024), Historiker und Regierungsrat

## Wappen
Blasonierung
In Blau weisser schwebender St. Michael in der Rechten das Schwert, in der Linken die Waage